# Dressur-Studien
Dressur-Studien ist ein Fachmagazin für Reiter.

## Geschichte
Im Herbst 2004 begann die Journalistin Claudia Sanders mit der Herausgabe der Dressur-Studien als Online-Magazin. Die erste Printausgabe erschien am 1. März 2005 mit einer Startauflage von 1.000 Heften. Das Heft im DIN-A5-Format erscheint viermal jährlich. Die Druckauflage (Stand Januar 2014) liegt bei 20.000 Heften. Die Ausgaben aus den Jahren 2005–2010 und teilweise 2011 sind vergriffen und haben Sammlerwert.
Jedes Heft umfasst von 108 bis 132 Seiten (seit dem Jahr 2007 durchgängig 132 Seiten) und widmet sich zu 95 % einem Thema, welches aus der Perspektive unterschiedlicher Reitweisen betrachtet wird. Zum Thema „Galopp“ wurden beispielsweise nicht nur klassische Ausbilder wie Heike Kemmer und Ingrid Klimke, sondern auch der Begründer der Akademischen Reitkunst Bent Branderup und der sich der iberischen Schule verpflichtet fühlende Marc de Broissia sowie der Westerntrainer George Maschalani befragt.
Diese Konzeption des reinen Themenheftes ist für den Markt der deutschen Reitsportzeitschriften bisher einzigartig.
Inhaltlich wird das Redaktionsteam von einem Fachbeirat unterstützt. Ihm gehören Christoph Hess (FN-Ausbildungsbotschafter und ehemaliger Leiter der Abteilung Persönliche Mitglieder der Deutschen Reiterlichen Vereinigung, FN), Eckart Meyners (Sportpädagoge, Universität Lüneburg) und Richard Hinrichs (Präsident des  Bundesverbandes für klassisch-barocke Reiterei Deutschland e.V.) an. Seit Januar 2014 gehört dem Fachbeirat zudem der Tierarzt, Working-Equitation-Ausbilder und Ehemann von Dressurreiterin Uta Gräf, Stefan Schneider, an.
Zielgruppe des Magazins sind sowohl Sport- als auch Freizeitreiter, die am Dressurreiten interessiert sind.